# Perissus myops
Perissus myops är en skalbaggsart som beskrevs av Louis Alexandre Auguste Chevrolat 1863. Perissus myops ingår i släktet Perissus och familjen långhorningar.
Artens utbredningsområde är Sri Lanka. Inga underarter finns listade i Catalogue of Life.